# Chlorotoxin
Chlorotoxin là một peptide gồm 36 amino acid được tìm thấy trong nọc độc của bọ cạp Leiurus quinquestriatus. Nó phong tỏa những kênh dẫn truyền clo. Thực tế cho thấy chlorotoxin ưu tiên dính kết với các tế bào u glioma (một loại u não), đã được chấp nhận để phát triển những phương pháp mới trong việc điều trị và chẩn đoán một số loại ung thư.